# Nilson (football, 1991)
José Nilson dos Santos Silva est un footballeur brésilien né le 6 avril 1991 à São Paulo. Il évolue au poste d'attaquant.

## Biographie
José Nilson dos Santos Silva est né à Sao Paulo, Brésil.
Parcours en club
Nilson a commencé sa carrière professionnelle au sein des équipes de jeunes de Portuguesa et de Vasco da Gama. Il a ensuite évolué dans plusieurs clubs brésiliens, dont  Criciuma,Parana, Bragantino, Boa esporte, Icasa, Sao Bento, Cianorte, America Mineiro, Novorizontino, Bangu, Portuguesa-RJ, Wilstermann (Bolivie), International de Limeira, Pegasus (Hong Kong), CSA, Ayutthaya United et Nongbua (Thailande). E 2024, il a rejoint Nakhon Si United en Thai League 2,.
Nilson joue au Brésil et au Japon.

## Palmarès
- Vainqueur de la Coupe du Brésil en 2015 avec le Santos FC
- Vainqueur du Campeonato Paranaense (D2) en 2012 avec le Paraná Clube